# Agenzia della Casa Reale
L'Agenzia della Casa Reale (thai: สำนักพระราชวัง, RTGS: Samnak Phra Ratcha Wang) è un'agenzia del governo thailandese che, oltre ad una serie di responsabilità amministrative e cerimoniali, svolge anche da canale diretto per la benevola filantropia del sovrano. Dalla prima fondazione nel 1895 al 1935 era chiamata Ministero del Palazzo.
Questa istituzione è unica tra le agenzie governative convenzionali e i ministeri, in quanto non riferisce direttamente al Primo Ministro a livello di gabinetto, né è influenzato dalla legislazione; ciò la rende un istituto amministrativo indipendente.
L'Ufficio è direttamente responsabile di tre palazzi reali:
- Grande Palazzo Reale
- Palazzo Dusit
- Palazzo Reale Bang Pa-In